# Liberk
Liberk (deutsch Rehberg) ist eine Gemeinde in Tschechien. Sie befindet sich sechs Kilometer nordöstlich von Rychnov nad Kněžnou im Adlergebirge und gehört zum Okres Rychnov nad Kněžnou.

## Geographie
Liberk liegt am westlichen Fuße des Adlergebirges linksseitig des Baches Liberský potok. Durch die Gemeinde führt die Staatsstraße 318 zwischen Rychnov nad Kněžnou und Zdobnice.
Nachbarorte sind Prorubky im Norden, Rampuše im Nordosten, Hláska im Osten, Bělá u Liberka im Südosten, Javornice und Jaroslav im Süden, Panská Habrová im Südwesten sowie Lukavice im Westen.

## Geschichte
Auf dem Felssporn über dem Tal des Liberský potok befand sich im 14. Jahrhundert die Burg Rychmberk, neben der das seit 1310 nachweisliche Dorf angelegt wurde. 1367 entstand bei der Burg eine hölzerne Kirche. Der Burg Rychmberg waren insgesamt 26 Dörfer, darunter das 1406 erstmals erwähnte Bělá, unterstellt. 1425 nahmen die Hussiten die Burg ein; 1458 erfolgte auf Befehl Georgs von Podiebrad ihre Schleifung. Dabei wurde auch die Kirche abgetragen.
1691 entstand an der Stelle der früheren Kirche eine neue Schrotholzkirche. Nach der Ablösung der Patrimonialherrschaften wurde Rehberg 1848 zur selbstständigen Gemeinde, die ab 1850 zur Bezirkshauptmannschaft Rychnov nad Kněžnou gehörte. 1856 wurde die Kirche zur Pfarrkirche erhoben. In Rehberg lebten bis zum Beginn des 20. Jahrhunderts zu etwa gleichen Anteilen Tschechen und Deutsche; beide Bevölkerungsgruppen besaßen eigene Schulen. Bis zum Zweiten Weltkrieg wuchs der deutsche Bevölkerungsanteil an, der nach dem Kriegsende vertrieben wurde. Heute besteht die Gemeinde aus 437 Häusern.

## Gemeindegliederung
Die Gemeinde Liberk besteht aus den Ortsteilen Hláska (Hlaska), Bělá u Liberka (Bielai), Prorubky (Prorub), Liberk (Rehberg), Uhřínov pod Deštnou (Aurim) und Rampuše (Rampusch) sowie den Siedlungen Malý Uhřínov (Klein Aurim oder Klein Auerschim), Benátky (Benatek), Hutě (Hüttendorf), Kamenec (Raßdorf), Ochoz (Wochos b. Rehberg), Pičberk, Polanka, Přední Ochoz (Vorder Wochos), Poříčí (Poric), Nemanice (Nemanitz), Tísovec (Gießaus), Vlčínec (Wildschütz), Velký Uhřínov (Groß Aurim oder Groß Auerschim), Zadní Ochoz (Hinter Wochos) und der Wüstung  Anenská Huť (Glashütte).

## Sehenswürdigkeiten

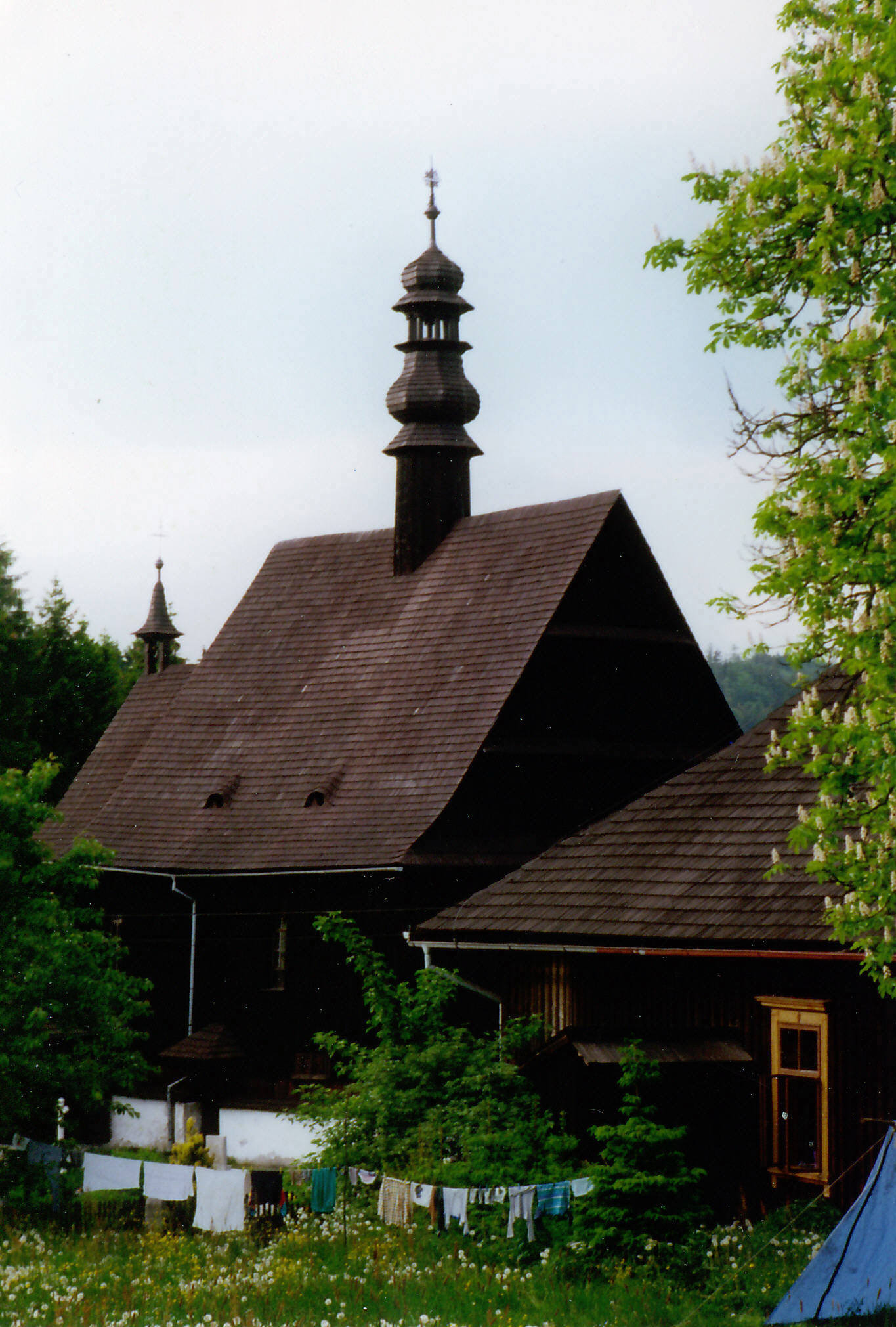
Liberk: Schrotholzkirche

- Schrotholzkirche St. Peter und Paul in Liberk, erbaut 1691–1692, im 18. Jahrhundert durch Philipp Jacob Prokop barock verziert
- hölzerner Glockenturm neben der Kirche
- Pfarrhaus, gleichfalls Schrotholzbau
- Kapelle Mariä Himmelfahrt in Hláska
- Laurentiuskirche in Velký Uhřínov; der Barockbau entstand 1752–1755
- Kirche des Hl. Johann von Nepomuk in Bělá; das barocke Gotteshaus entstand 1734–1736, daneben befindet sich ein prismatischer hölzerner Glockenturm
- Kapelle der Jungfrau Maria in Proruby
- Plastik „Rampepurda“; in Rampuše; sie wurde u. a. von Michal Moravec geschaffen und stellt Figuren aus den Büchern von Karel Poláček dar.
- Villa Nova, archäologische Grabungsstätte bei Uhřínov

## Söhne und Töchter der Gemeinde
- Philipp Jacob Prokop (1740–1814), Bildhauer
- Franz Schmoranz der Ältere, auch František Šmoranć, (1814–1902), böhmischer Architekt und Restaurator, geboren in Bielai